# Dmitrò Txigrinski
Dmitrò Anatòliovitx Txigrinski (en ucraïnès Дмитро Анатолійович Чигринський) (Iziàslav, Província de Khmelnitski, Ucraïna, 7 de novembre de 1986) és un futbolista ucraïnès que juga en la posició de defensa central. Des de febrer de 2016 juga a l'AEK d'Atenes de Grècia.

## Carrera

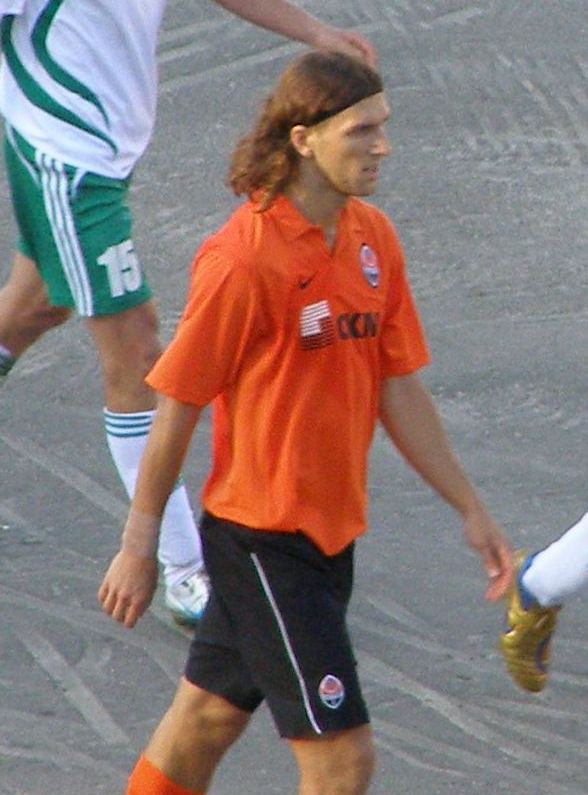
Dmitrò Txigrinski

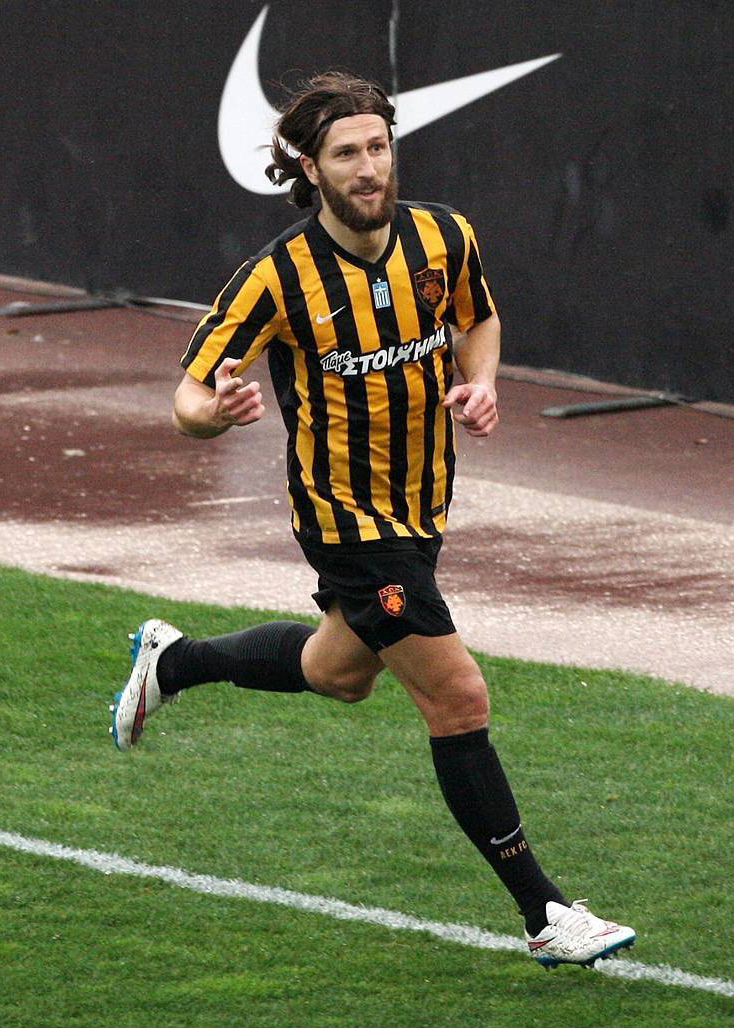
Dmitrò Txigrinski

Txigrinski inicià la seva carrera futbolística en els juvenils del FK Karpaty Lviv, des d'on fitxà pel FC Xakhtar Donetsk als 14 anys, completant així el seu desenvolupament al planter de Donetsk.
Txigrinski debutà amb el primer equip del Xakhtar l'any 2004 amb 17 anys. L'any 2005 fou cedit al PFK Metalurg Zaporizhia on realitzà una gran campanya i des d'aleshores ja no tornà a marxar de la disciplina del Donetsk, on esdevingué una peça clau de la seva defensa i n'arriba a ser vice-capità. A les files del FC Xakhtar Donetsk va guanyar 2 Lligues ucraïneses, 1 Copa ucraïnesa i 1 Supercopa ucraïnesa, si bé el títol més important que aconseguí fou la Copa de la UEFA de 2009, després de derrotar el Werder Bremen a la final.
El mes d'agost del 2009, després d'un llarg estira-i-arronsa amb el seu club d'origen fitxà pel FC Barcelona, essent una petició expressa de l'entrenador Pep Guardiola. Defensant la samarreta blau-grana guanyà el Campionat Mundial de Clubs de 2009. En acabar la temporada 2009-2010 Txigrinski va ser fitxat a canvi de 15 milions d'euros pel seu antic club, el FC Xakhtar Donetsk.
Després d'encadenar diverses lesions i de jugar només una desena de partits amb el FC Xakhtar Donetsk, el febrer de 2015 rescindí el seu contracte amb el club de Donetsk i fitxà, amb la carta de llibertat, pel club ucraïnes FC Dnipro. L'any següent, feu efectiu el traspàs a l'AEK d'Atenes grec.
Dmitrò Txigrinski també és un habitual de la selecció de futbol d'Ucraïna, amb la qual disputà Copa del Món de Futbol de 2006.

## Palmarès

### Xakhtar Donetsk
- 1 Copa de la UEFA (2009)
- 2 Lligues ucraïneses (2006 i 2008)
- 1 Copa d'Ucraïna (2008)
- 1 Supercopa d'Ucraïna (2008)

### FC Barcelona
- 1 Lliga espanyola (2009/10)
- 1 Campionat Mundial de Clubs (2009)

## Altres
La tardor del 2010, un grup de rock de Barcelona adopta el seu nom per retre-li homenatge i, a través seu, a tots aquells que no aconsegueixen un cert reconeixement.